# NOPAT
En finances corporatives, el benefici net d'explotació després d'impostos (NOPAT) és el benefici d'explotació després d'impostos d'una empresa per a tots els inversors, inclosos els accionistes i els titulars de deutes. Els analistes i inversors utilitzen NOPAT com a mesura precisa i precisa de la rendibilitat per comparar els resultats financers d'una empresa al llarg de la seva història i amb els competidors.
Quan es calcula el NOPAT, s'elimina la despesa per interessos i els efectes d'altres activitats no operatives (guanys i pèrdues no recurrents) dels ingressos nets per arribar a un valor que s'aproxima al valor dels guanys anuals d'una empresa. NOPAT es calcula amb precisió com:
NOPAT = (Ingrés net - guanys no operatius després d'impostos + pèrdues no operatives després d'impostos + despeses per interessos després d'impostos).
NOPAT no inclou pèrdues puntuals i altres càrrecs no recurrents, perquè no representen la rendibilitat real i contínua del negoci. Per exemple, és possible que una empresa faci front a despeses d'adquisició excepcionals que no s'anticipa que es repetiran en el futur. Aquestes despeses poden tenir un impacte negatiu sobre els beneficis de l'any actual, però no reflecteixen de manera fidedigna l'activitat habitual de l'empresa. Per tant, a l'hora d'analitzar l'eficiència operativa i financera de l'empresa, o al comparar-la amb el rendiment d'altres empreses, és important excloure aquests costos.
Per a un càlcul aproximat, NOPAT aproxima els guanys abans d'interessos i després d'impostos (en anglès earnings before interest after taxes o EBIAT).
El càlcul aproximat per a NOPAT és: NOPAT = Benefici d'explotació x (1 - Taxa fiscal).
NOPAT s'utilitza freqüentment en els càlculs de valor econòmic afegit i flux de caixa lliure.

## Exemple numèric

### Enfocament de finançament
| Ingressos nets                               | 500 |
| - Guanys no operatius després d'impostos     | 30  |
| + Pèrdues no operatives després d'impostos   | 40  |
| + Despeses per interessos després d'impostos | 50  |
| NOPAT                                        | 560 |